# 아호테프 1세

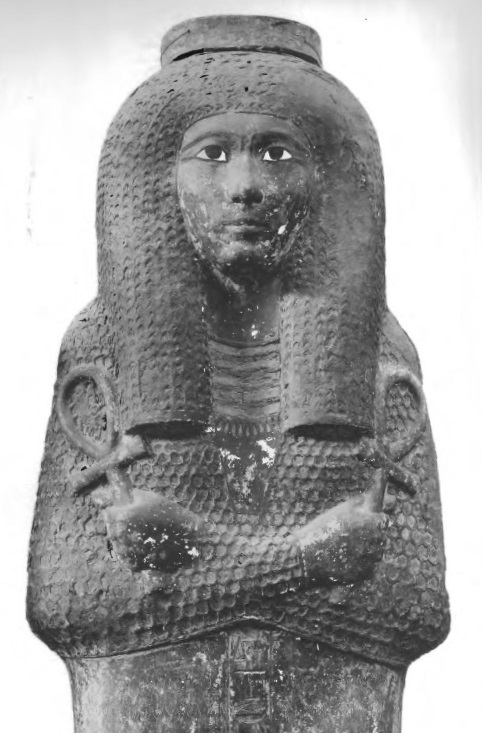

아호테프 1세(고대 이집트인: jꜥḥ-ḥtp(.w)는 기원전 1560년~기원전 1530년, 이집트 제17왕조가 끝나고 제18왕조가 시작되는 시기에 살았던 고대 이집트 여왕이었다. 테티쉐리 여왕과 세나크텐레 아모스 파라오의 딸이었으며, 세케넨레 타오 파라오의 여동생이자 여왕 배우자였을 것으로 추정된다.
아호테프 1세는 길고 영향력 있는 삶을 살았으며, 어린 아들인 아모스 1세가 통치할 만큼 나이가 들 때까지 섭정으로 통치했다고 믿어진다. 카르나크에서 발견된 비석은 지도자로서 아호테프의 능력을 칭찬하고 있으며, 아멘호테프 숭배에 대해 아호테프 1세가 죽은 후에도 적어도 21왕조까지 계속해서 기억했다.
19세기에 이집트에서 두 개의 별도 관이 발견되면서 아호테프의 신원과 실제 매장지에 대한 논쟁이 21세기까지 계속되었지만, 학자들은 어느 곳의 데이르 엘 바하리에서 발견된 관이 점차 더 널리 받아들여지고 있다. 대제사장을 매장하는 데 재사용된 지점은 아마도 처음에는 아호테프 1세의 소유였을 것이다.